# سیارک ۷۸۲
سیارک ۷۸۲ (به انگلیسی: 782 Montefiore، نامگذاری:1914UK) هفتصد و هشتاد و دومین سیارک کشف شده‌است که در ۱۸ مارس ۱۹۱۴ و در وین کشف شد.
قدر مطلق سیارک برابر ۱۱٫۵۸ است.